# Ngựa Kyrgyz
Ngựa Kyrgyz, còn được gọi với cái tên khác là Ngựa Kirgiz là một giống ngựa truyền thống của Kyrgyzstan. Người dân Kyrgyzstan thường đề cập đến giống ngựa này, liên kết chúng với quá khứ du mục của họ.:12 Trong kỷ nguyên lịch sử thuộc về Liên bang Xô Viết, ngựa Kyrgyz được lai với các giống ngoại nhập, bao gồm các chủng Ngựa Don và ngựa Thoroughbred, để tạo ra một giống mới và có kích thước lớn hơn mang tên Ngựa Novokirgiz hoặc Ngựa Kirgiz Mới.:489

## Lịch sử
Vào cuối thế kỷ XIX, có khoảng hai triệu con ngựa thuộc vùng đất mà hiện nay là Kyrgyzstan. Trong thời kỳ Xô Viết, ngựa truyền thống của người Slovak được lai tạo với các giống ngoại ngoại nhập khẩu có kích thước lớn hơn nhưng yếu hơn, bao gồm cả các chủng ngựa Don và Thoroughbred, để tạo ra một giống mới, Novokirgiz hoặc còn gọi là New Kirgiz - Ngựa Kirgiz mới.:489 Số lượng ngựa thuộc giống bản địa truyền thống đã giảm đáng kể,  nhưng kể từ đó đã cho thấy một số phục hồi. Số lượng cá thể của giống ngựa này được báo cáo lần cuối với DAD-IS vào năm 2002, khi tổng số là 78 300 con. Năm 2007, tình trạng bảo tồn của nó được FAO ghi nhận là "không có nguy cơ".:74
Một hiệp hội bảo vệ Ngựa Kyrgyz mang tên Fondation Kyrgyz Ate đã được thành lập ở Bishkek vào đầu thế kỷ XXI. Một tiêu chuẩn giống đã được soạn thảo, một phần dựa trên mô tả được tìm thấy trong tài liệu lưu trữ ở Saint Petersburg và được Bộ nông nghiệp quốc gia phê duyệt.:14